# Дмитро Вербич
Дмитро Вербич (справжнє прізвище — Іващенко; 20 червня 1989, м. Київ, Україна) — український мандрівник, громадський активіст, боєць-доброволець. Захисник Донецького аеропорту.

## Життєпис
Закінчив Національний педагогічний університет імені Михайла Драгоманова.

## Нагороди
- знак «За оборону Донецького аеропорту»,
- орден «Лицарський хрест добровольця».